# 로빈슨쇠주머니쥐
로빈슨쇠주머니쥐 (Marmosa robinsoni)는 남아메리카에 서식하는 주머니쥐과 유대류의 일종이다. 벨리즈와 콜롬비아, 에콰도르, 그레나다, 온두라스, 파나마, 페루, 트리니다드 토바고 그리고 베네수엘라에서 발견된다.